# Further Adventures Of
| Recensione              | Giudizio   |
| ----------------------- | ---------- |
| AllMusic                | [ 1 ]      |
| Sputnikmusic            | 3.0 (Good) |
| Piero Scaruffi          | [ 3 ]      |
| Dizionario del Pop-Rock | [ 4 ]      |
| 24.000 dischi           | [ 5 ]      |

Further Adventures Of... è il nono album di Bruce Cockburn, pubblicato dalla True North Records nel luglio del 1978.

## Tracce
Lato A
Testi e musiche di Bruce Cockburn.
1. Rainfall – 3:48
2. A Montréal Song – 4:06
3. Outside a Broken Phone Booth with Money in My Hand – 4:53
4. Prenons la Mer – 2:35
5. Red Ships Take Off in the Distance – 5:15

Lato B
Testi e musiche di Bruce Cockburn.
1. Laughter – 3:38
2. Bright Sky – 4:01
3. Feast of Fools – 6:42
4. Can I Go with You – 2:30
5. Nanzen Ji – 4:43

Edizione CD del 2002, pubblicato dalla True North Records (TND 286)
Testi e musiche di Bruce Cockburn.
1. Rainfall – 3:50
2. A Montréal Song – 4:07
3. Outside a Broken Phone Booth with Money in My Hands – 4:54
4. Prenons la Mer – 2:38
5. Red Ships Take Off in the Distance – 5:17
6. Laughter – 3:39
7. Bright Sky – 4:03
8. Feast of Fools – 6:46
9. Can I Go with You – 2:50
10. Nanzen Ji – 4:44
11. Mountain Call – 5:34 – Bonus Track

## Musicisti
- Bruce Cockburn - voce, chitarra acustica, chitarra elettrica
- Eugene Martynec - chitarra elettrica
- Kathryn Moses - flauto
- Robert Boucher - basso
- Bob DiSalle - batteria
- Martha Nagler - bodhrán
- Beverly Glenn-Copeland - accompagnamento vocale, coro (brani: Rainfall, Outside a Broken Phone Booth with Money in My Hand e Can I Go with You)
- Shingoose - accompagnamento vocale, coro (brani: A Montréal Song e Feast of Fools)
- Ronny Abramson - accompagnamento vocale, coro (brano: Prenons la Mer)
- Beverly Glenn-Copeland - accompagnamento vocale, coro (brani: Laughter e Bright Sky)
- Marty Nagler - accompagnamento vocale, coro (brani: Laughter e Bright Sky)
- Tommy Graham - accompagnamento vocale, coro (brani: Laughter e Bright Sky)
- Brent Ticomb - accompagnamento vocale, coro (brani: Laughter e Bright Sky)
- Shingoose - accompagnamento vocale, coro (brani: Laughter e Bright Sky)

Note aggiuntive
- Eugene Martynec - produttore (per la True North Productions)
- Registrazioni effettuate al Eastern Sound di Toronto (Canada), aprile-maggio del 1978
- Ken Frieson - ingegnere delle registrazioni
- Peter Holcomb - assistente ingegnere delle registrazioni
- Bart Schoales - album art
- Fred Bird - Modello fotografico[8]